# El aparecido (serie de televisión)
El aparecido es una serie de televisión argentina de origen salteño y ganadora del concurso Series Federales de Ficción de Argentina por la Región NOA. Es una ficción televisiva de ocho capítulos de media hora cada uno, producida por Chulo productora audiovisual. Fue emitida en 5 canales de la Televisión Digital Abierta entre los años 2011-2016 y además participó del festival de cine de Almería que se especializa en el género western. Su director es Mariano Rosa, quien también se encargó de escribir el guion en colaboración de Alejandro Leiva. Sus actores protagónicos son Bernabé Montellanos, Rodolfo Cejas y Carolina Terpolilli.
La serie cuenta la historia mitológica de Bernabé Montellanos, un colla de alma pura, que por obra de la Pachamama vuelve para vengarse de todo el mal que le hicieron. Con el estilo narrativo de wéstern andino fantástico, se pone en manifiesto los sentimientos de un pueblo oprimido por los patrones y una extraña energía oscura que acecha a los más rebeldes y puros de corazones. 

## Sinopsis
La serie narra el retorno de Bernabé Montellanos quien desea vengarse y hacer justicia por los más débiles luchando contra el poder corrupto, motivo por el cual los habitantes del lugar lo llaman “El aparecido”.
Bernabé es un joven colla que deja su comunidad para irse a trabajar en la producción de azúcar, allí conoce a María de quien se enamora. Ambos intentan escapar de la finca porque el patrón la acosa pero este último los asesina, con ayuda de la policía local, como culto al Familiar, un ser monstruoso y encarnación del diablo.

## Elenco
Entre los actores principales se pueden mencionar:
- Bernabé Montellanos (Actor principal, Bernabé Montellanos - El aparecido)
- Rodolfo Cejas (El Patrón)
- Carolina Terpolilli (Maria)
- Miguel Colan (Don Miguel)
- Matías Díaz (El aparecido joven)
- Guido Nuñez (Lucio)

Además contó con participaciones especiales del actor Roly Serrano (Sargento) y Cástulo Guerra (El familiar).

## Producción
Es la primera serie de televisión que se produce profesionalmente en la región del NOA para emitirse a nivel nacional. Se trata de una producción realizada íntegramente en la provincia de Salta. Se filmaron en diferentes paisajes de localidades tales como: Alemanía, Cafayate, Cobos, Corralito y el ingenio San Isidro, entre otras. El equipo técnico y el elenco artístico son salteños que participaron del proyecto que contó con un presupuesto de $640.000.

### Creación
El aparecido surge a partir del guion del cortometraje El hombre que volvió (2008) creado en un taller de cine que Mariano Rosa integra. En el año 2008 el guion comenzó a complejizarse hasta convertirse en un proyecto secuencial que, luego de completar la serie, Rosa decide convertirlo en un largometraje de 120 minutos con autorización del INCAA.

### Cortina de apertura
En cuanto a la secuencia de apertura, presenta imágenes de diferentes paisajes salteños con el personaje principal de joven seguido de una animación realizada por Angel Quipildor y por el artista plástico Felipe Mendoza. En cuanto a la cortina musical se trata de una pieza original compuesta y producida por Diego Mamaní Di Giuseppe (ronroco, guitarra, teclados, percusión y voces) que trabajó junto a los siguientes músicos: Mara Szachniuk (voces), Cecilia Espinosa (percusión), Federico Torres (vientos andinos clarinete y arpa de boca), Gorgias Sánchez (clarinete, clarinete bajo y saxo tenor), Esteban Cardenas (percusión), Carlos Izcaray (violonchelo), Christian Amato (batería), Israel Velarde (trompeta), Aldo Veliz (charango y arpa de boca).

## Territorios e identidades enEl aparecido
La serie se basa en la leyenda de El Familiar del norte argentino, instalada en el imaginario popular, sobre todo en la última dictadura militar argentina. Si bien se trata de un relato del género western criollo, la historia utiliza elementos andinos que representan la cultura del lugar, es por ello que el personaje principal es un colla y no un vaquero que toca la quena, utiliza un vestuario típico del lugar, coquea (como un elemento característico  y omnipresente en la cultura andina), cabalga y presenta rasgos físicos característicos de los habitantes de la zona. 
A nivel general, se representan personajes nativos (colla de Salta) que son oprimidos por personajes que ejercen el poder (gringos), de esta manera se representa la relación de esclavitud y abuso entre las dos posiciones sociales.
“Estos dos grupos no sólo poseen características distintivas en términos culturales e ideológicos, sino que también exhiben rasgos y contexturas físicas específicas lo cual nos permite observar unas corporalidades diferenciadas que se manifiestan en el espacio social”.
En cuanto al idioma se puede destacar el acento y los giros idiomáticos propios de la localidad presentes en los personajes que refuerzan la construcción de la identidad del lugar. 
“...En una escena observamos a un grupo de niños jugando en la calle, uno de ellos habla en la lengua aborigen y es reprimido por un policía que le dice “aquí se habla en castellano”. Un breve instante que nos demuestra la imposición por la fuerza y la carga despreciativa con la que se dirige la cultura dominante sobre la ancestral y autóctona de esta región.”
Otro recurso que refuerza la construcción identitaria es el diseño del vestuario, a cargo de Gabriela González, donde la propuesta del nativo respeta una paleta de colores cálidos, que representan la tierra y  la naturaleza. Entre las prendas destacadas se puede mencionar el uso de poncho, chulo y vestimenta rústica acompañada de accesorios que connotan sus ideologías, creencias y valores. En cuanto al vestuario del patrón se encuentran colores oscuros, fríos y no saturados, respondiendo a una colorimetría donde el negro es el color principal.